# Maliattha bicolor
Maliattha bicolor là một loài bướm đêm trong họ Noctuidae.